# Unione Sportiva Livorno 1973-1974
Questa pagina raccoglie le informazioni riguardanti l'Unione Sportiva Livorno nelle competizioni ufficiali della stagione 1973-1974.

## Stagione
Nella stagione 1973-1974 entra in scena il nuovo presidente Corasco Martelli, un industriale petrolifero livornese, sostenuto dall'ex presidente dell'Unione Ricciotti Paggini, che ha sempre avuto il Livorno nel cuore, Corasco Martelli resterà in carica per nove stagioni e si rivelerà un abile manager sportivo. Nel girone B della Serie C il Livorno ottiene la tredicesima posizione con 35 punti in classifica. In panchina si sono alternati Giovan Battista Fabbri e Renzo Uzzecchini.  Nella rosa dei calciatori il centrocampista Riccardo Martelli figlio del patron, e due attaccanti che con sette reti risulteranno i migliori realizzatori di stagione, il giovane Alessandro Scanziani e Stefano Luteriani. Il torneo è stato dominato dalla Sambenedettese, promossa in Serie B con 54 punti.

## Rosa
| N. |                   | Ruolo | Calciatore         |
| -- | ----------------- | ----- | ------------------ |
|    | Italia (bandiera) | D     | Stefano Bassini    |
|    | Italia (bandiera) | A     | Silvino Bercellino |
|    | Italia (bandiera) | P     | Alberto Bertucco   |
|    | Italia (bandiera) | A     | Diego Bianchini    |
|    | Italia (bandiera) | C     | Luigi Brusani      |
|    | Italia (bandiera) | D     | Eros Chesi         |
|    | Italia (bandiera) | C     | Angelo Cogoni      |
|    | Italia (bandiera) | A     | Emidio Di Carmine  |
|    | Italia (bandiera) | A     | Enzo Ferrari       |
|    | Italia (bandiera) | A     | Fabrizio Ferretti  |
|    | Italia (bandiera) | D     | Francesco Francese |
|    | Italia (bandiera) | C     | Alberto Giacomin   |
|    | Italia (bandiera) | C     | Dino Lugheri       |
|    | Italia (bandiera) | A     | Stefano Luteriani  |
|    | Italia (bandiera) | C     | Riccardo Martelli  |
|    | Italia (bandiera) | A     | Franco Mondello    |

| N. |                   | Ruolo | Calciatore           |
| -- | ----------------- | ----- | -------------------- |
|    | Italia (bandiera) | A     | Silvio Monti         |
|    | Italia (bandiera) | C     | Claudio Morelli      |
|    | Italia (bandiera) | C     | Romano Nimis         |
|    | Italia (bandiera) | C     | Flavio Parola        |
|    | Italia (bandiera) | C     | Ilario Salvadori     |
|    | Italia (bandiera) | C     | Lelio Saviozzi       |
|    | Italia (bandiera) | C     | Alessandro Scanziani |
|    | Italia (bandiera) | D     | Mauro Simonetti      |
|    | Italia (bandiera) | C     | Edoardo Spagnoli     |
|    | Italia (bandiera) | C     | Gianni Tanello       |
|    | Italia (bandiera) | P     | Roberto Terreni      |
|    | Italia (bandiera) | D     | Francesco Torchio    |
|    | Italia (bandiera) | C     | Claudio Tosi         |
|    | Italia (bandiera) | C     | Gabriele Valentini   |
|    | Italia (bandiera) | C     | Carlo Zanchini       |
|    | Italia (bandiera) | D     | Elvio Zanghi         |

## Risultati

### Girone di andata
| Arbitro: | Rizza (Siracusa) |

|                                        |           |  |
| Avino 10’ Filippazzo 75’ Perazzini 83’ | Marcatori |  |

| Arbitro: | Esposito (Torre Annunziata) |

|                           |           |  |
| Martelli 38’ Mondello 90’ | Marcatori |  |

| Arbitro: | Laurenti (Padova) |

|                |           |  |
| De Joannes 65’ | Marcatori |  |

| Livorno 7 ottobre 1973 4ª giornata | Livorno            | 0 – 0 | Piacenza | Stadio Ardenza\| Arbitro: \| Selicorni (Novara) \| |
| Arbitro:                           | Selicorni (Novara) |       |          |                                                    |

| Teramo 14 ottobre 1973 5ª giornata | Giulianova        | 0 – 0 | Livorno | Stadio Comunale\| Arbitro: \| Testuzza (Genova) \| |
| Arbitro:                           | Testuzza (Genova) |       |         |                                                    |

| Livorno 21 ottobre 1973 6ª giornata | Livorno            | 0 – 0 | Riccione | Stadio Ardenza\| Arbitro: \| Zacchetti (Milano) \| |
| Arbitro:                            | Zacchetti (Milano) |       |          |                                                    |

| Arbitro: | Gazzarri (Macerata) |

|            |           |  |
| Melotti 6’ | Marcatori |  |

| Livorno 4 novembre 1973 8ª giornata | Livorno           | 0 – 0 | Grosseto | Stadio Ardenza\| Arbitro: \| Pezzella (Napoli) \| |
| Arbitro:                            | Pezzella (Napoli) |       |          |                                                   |

| Arbitro: | Terpin (Trieste) |

|                     |           |  |
| Giacomin 63’ (aut.) | Marcatori |  |

| Arbitro: | Migliore (Salerno) |

|             |           |                    |
| Cassago 27’ | Marcatori | 32’, 67’ Scanziani |

| Arbitro: | Lo Bello (Siracusa) |

|              |           |  |
| Scanziani 5’ | Marcatori |  |

| Arbitro: | Chiri (Mantova) |

|                              |           |  |
| Di Carmine 17’ Luteriani 70’ | Marcatori |  |

| Arbitro: | Tonolini (Milano) |

|             |           |                    |
| Frisoni 62’ | Marcatori | 49’ (rig.) Ferrari |

| Arbitro: | Busalacchi (Palermo) |

|                |           |  |
| Bercellino 77’ | Marcatori |  |

| Lucca 23 dicembre 1973 15ª giornata | Lucchese            | 0 – 0 | Livorno | Stadio Porta Elisa\| Arbitro: \| Zanchetta (Treviso) \| |
| Arbitro:                            | Zanchetta (Treviso) |       |         |                                                         |

| Livorno 6 gennaio 1974 16ª giornata | Livorno          | 0 – 0 | Pisa | Stadio Ardenza\| Arbitro: \| Falasca (Chieti) \| |
| Arbitro:                            | Falasca (Chieti) |       |      |                                                  |

| Livorno 13 gennaio 1974 17ª giornata | Livorno          | 0 – 0 | Spezia | Stadio Ardenza\| Arbitro: \| Fuschi (Pescara) \| |
| Arbitro:                             | Fuschi (Pescara) |       |        |                                                  |

| Arbitro: | Marino (Taranto) |

|                  |           |  |
| Asnicar 52’, 68’ | Marcatori |  |

| Livorno 27 gennaio 1974 19ª giornata | Livorno          | 0 – 0 | Sambenedettese | Stadio Ardenza\| Arbitro: \| Scolari (Verona) \| |
| Arbitro:                             | Scolari (Verona) |       |                |                                                  |

### Girone di ritorno
| Livorno 3 febbraio 1974 20ª giornata | Livorno           | 0 – 0 | Viareggio | Stadio Ardenza\| Arbitro: \| Ambrosio (Napoli) \| |
| Arbitro:                             | Ambrosio (Napoli) |       |           |                                                   |

| Arbitro: | Terpin (Trieste) |

|              |           |  |
| Bressani 70’ | Marcatori |  |

| Arbitro: | Morato (Padova) |

|                |           |  |
| Di Carmine 70’ | Marcatori |  |

| Arbitro: | Prestigiovanni (Trapani) |

|                           |           |  |
| Barone 40’, 90’ Righi 49’ | Marcatori |  |

| Arbitro: | Vaccaro (Torino) |

|                                  |           |                       |
| Scanziani 33’ Ferrari 35’ (rig.) | Marcatori | 40’ (rig.) Ciccotelli |

| Arbitro: | Baldi (Roma) |

|           |           |               |
| Piras 24’ | Marcatori | 10’ Scanziani |

| Arbitro: | S. Marino (Taranto) |

|               |           |  |
| Scanziani 57’ | Marcatori |  |

| Arbitro: | Barboni (Firenze) |

|                         |           |  |
| Di Prete 63’ (rig.) 66’ | Marcatori |  |

| Arbitro: | Tempio (Catania) |

|              |           |             |
| Scanziani 3’ | Marcatori | 15’ Pardini |

| Arbitro: | Agate (Torino) |

|                |           |               |
| Bercellino 14’ | Marcatori | 33’ Mondonico |

| Arbitro: | Zanchetta (Treviso) |

|                       |           |               |
| Beccati 50’ Petta 85’ | Marcatori | 55’ Luteriani |

| Arbitro: | Sancini (Bologna) |

|            |           |  |
| Morosi 67’ | Marcatori |  |

| Arbitro: | Casaburi (Napoli) |

|               |           |  |
| Luteriani 46’ | Marcatori |  |

| Arbitro: | Baldi (Roma) |

|  |           |                                                      |
|  | Marcatori | 8’, 78’ Luteriani 40’ Bercellino 88’ (rig.) Martelli |

| Arbitro: | Grassi (Savona) |

|  |           |              |
|  | Marcatori | 47’ Ferrario |

| Arbitro: | Frasso (Capua) |

|                         |           |                             |
| Giannotti 9’ Frendo 42’ | Marcatori | 52’ Mondello 62’ Bercellino |

| Arbitro: | Tonolini (Milano) |

|                         |           |  |
| Caocci 20’ Agostini 70’ | Marcatori |  |

| Arbitro: | Migliore (Salerno) |

|               |           |                  |
| Luteriani 25’ | Marcatori | 71’ (rig.) Rossi |

| Arbitro: | Prato (Lecce) |

|                                |           |               |
| Bianchini 4’ Simonato 81’, 86’ | Marcatori | 68’ Luteriani |